# Abdel Hakim Amer
Abdel Hakim Amer (11 de dezembro de 1919 - 14 de setembro de 1967) foi um político e general egípcio.
Nasceu em Astal, Samallot. serviu durante a guerra israelo-árabe de 1948, tomou parte na Revolução de 1952, liderou o exército egípcio na guerra do Suez, na guerra civil do Iémen do Norte e na guerra dos Seis Dias. Foi Ministro do Guerra em 1961.
Em 1967, a rádio do Cairo anunciou a morte de Abdel Hakim Amer por suicídio.